# Valter Nyström
Valter Nyström, född 30 december 1915, död 11 mars 2011, var en svensk långdistanslöpare. Han tävlade inhemskt för klubbarna Sandvikens GK, IFK Gävle och Gefle IF.
I OS 1952 i Helsingfors blev Valter Nyström sexa på 10 000 meter. Samma år satte han nytt svenskt rekord på 10 000 meter två gånger, först den 4 september, med 29.35,8 och sedan, den 14 september, med 29.23,8. För denna prestation erhöll han Svenska Dagbladets guldmedalj med motiveringen "för sitt rekordlopp på 10 000 m". Rekordet stod sig i nästan 18 år.
Valter Nyström var svensk mästare 11 gånger, bland annat på 10 000 meter åren 1947, 1949 och 1951, i terräng 8 000 meter 1947 och 1951.
Han utsågs 1951 till Stor grabb nummer 148 i friidrott.
Han var också en duktig längdskidåkare och kom bland annat på tolfte plats i Vasaloppet 1945.